# الجوفاء الرصراص

تعديل مصدري - تعديل

الجوفاء الرصراص هي إحدى قرى عزلة أحور بمديرية أحور التابعة لمحافظة أبين، بلغ تعداد سكانها 379 نسمة حسب تعداد اليمن لعام 2004.